# Lúcio Venuleio Montano Aproniano
Lúcio Venuleio Montano Aproniano (em latim: Lucius Venuleius Montanus Apronianus) foi um senador romano nomeado cônsul sufecto para o nundínio de janeiro a abril de 92 com Quinto Volúsio Saturnino. Os Venuleios era, nas palavras do historiador Ronald Syme, uma "proeminente e opulenta família em Pisae". Ele próprio especulou que o pai de Aproniano pode ter sido Lúcio Montano, procônsul da Bitínia e Ponto nos primeiros anos do reinado de Nero, o que depois foi confirmado através de um conjunto de inscrições recuperadas em Pisa e que revelaram o nome do pai de Aproniano, Montano, e de sua mãe, Letila.

## Carreira
Como Aproniano foi cooptado pelos irmãos arvais em 80, ele foi um caso único em sua geração, pois foi o único membro conhecido deste colégio cujo pai era um senador. Num paper publicado em 68, Syme sugeriu que ele pode ser identificado como sendo o Montano a quem Plínio, o Jovem, endereça duas de suas cartas reclamando sobre uma inscrição ordenada pelo Senado elogiando Palas, o infame liberto de Cláudio detestado pelos dois.
Aproniano pode ter sido o procônsul da Acaia entre 89 e 90 atestado numa inscrição cujo nome se perdeu: segundo as Acta Arvalia, ele esteve ausente das cerimônias do grupo entre junho de 90 e novembro de 91. É possível que ele também tenha sido elevado ao status de patrício (adlectio) por Vespasiano.

## Família
O nome de sua esposa era Celerina, mas não se sabe se eles tiveram filhos. Syme acreditava que Lúcio Venuleio Aproniano Otávio Prisco, cônsul em 123, era provavelmente seu filho, mas Schied demonstrou que esta hipótese é bastante improvável.